# راهنمای کشف قتل از یک دختر خوب
راهنمای کشفِ قتل از یک دخترِ خوب (انگلیسی: A Good Girl's Guide to Murder) رمانی رازآلود برای نوجوانان نوشته هالی جکسون است. این رمان اولین رمان از مجموعه چهار رمان است: راهنمای کشف قتل از یک دختر خوب (۲۰۱۹)؛ دخترِ خوب، خونِ بد (۲۰۲۰)؛ به‌خوبیِ مرده (۲۰۲۱)؛ و شادی را بکش (۲۰۲۲). به‌جز دخترِ خوب، خونِ بد، همه کتاب‌ها توسط هارپرکالینز منتشر شده‌اند. دخترِ خوب، خونِ بد توسط انتشارات دلاکورت منتشر شد.
این رمان، طرح داستان تحقیقی را دنبال می‌کند که توسط پیپا «پیپ» فیتز آمبی، دوستدار جنایت واقعی ۱۷ ساله، دانش‌آموز دبیرستانی در شهر خیالی لیتل کیلتون، باکینگهامشر (یا فیرویو، کانکتیکات در نسخه آمریکا) انجام شده است. پیپ طرحی را برای بررسی یک پرونده قتل-خودکشی پنج ساله شامل قتل دانش‌آموز محبوب آندریا «اندی» بل و خودکشی عامل او سالیل «سال» سینگ در پوشش یک پروژه مدرسه طراحی می‌کند. هدف او تبرئه کردن سال است، که او متقاعد شده که به‌دروغ متهم به قتل اندی بل شده و عامل واقعی را که پیپ معتقد است هنوز آزاد است، کشف کند.